# Z1大逃杀
《Z1大逃杀》（中国大陆官方译为），前称《H1Z1》和《H1Z1：杀戮之王》，是一款由NantG开发，黎明游戏公司发行的大逃杀游戏，登陆Microsoft Windows、PlayStation 4和Xbox One平台。原来的《H1Z1》于2016年2月分离为两个游戏《H1Z1：只求生存》和《H1Z1：杀戮之王》。2017年10月，后者“杀戮之王”的副标题移除，游戏更名为《H1Z1》。12月，腾讯宣布代理《H1Z1》，将游戏引入中国大陆。

## 发行
游戏最初于2015年1月15日在Steam发行搶先體驗版本。2016年2月，Daybreak宣布，原本的“H1Z1”游戏剥离为两个独立的项目，由各自的团队开发，副标题分别为“只求生存”和“杀戮之王”。
当年末，官方宣布主机版本的开发暂停，以便团队专注开发Windows版本，正式发布日期为2016年9月20日。  
然而在正式发行一周前，游戏执行制作人表示，由于许多功能尚未完成，游戏将继续维持抢先体验阶段。为补偿玩家，游戏在9月20日进行了重大更新，添加了许多正式版中的功能。
2017年4月，CW電視網播出了一场名为“H1Z1: Fight for the Crown”的电视锦标赛.

## 相关事件
- 2017年8月，重庆市南岸区文化市场行政执法大队对该区吉卡布网吧下载《H1Z1：杀戮之王》的行为进行了查处，南岸区文化执法大队认为“该网络游戏鼓励玩家抢劫、杀人，含有暴力成分；游戏击杀场面血液飞溅，含有血腥成分”。据此认定该网吧触犯了《互联网上网服务营业场所管理条例》相关规定，遂已移交南岸区公安分局进行处置。此案件入选中国扫黄打非网“大案要案”频道。[10]
- 2018年3月，黎明官方宣布《H1Z1》永久免费，并且给已付费购买游戏的玩家免费送出“H1Z1感谢包”其中包含了：“Gasrunner Hoodie”，“Bloom Survivor T-Shirt”，“Splinter Camo ARV”，“10 Victory Crates”和“1万Skulls”